# Gypsophila tschiliensis
Gypsophila tschiliensis är en nejlikväxtart som beskrevs av J. Krause. Gypsophila tschiliensis ingår i släktet slöjor, och familjen nejlikväxter. Inga underarter finns listade i Catalogue of Life.